# Huaihua
Huaihua (en chino, 怀化; pinyin, Huáihuà (escuchar)ⓘ) es una ciudad-prefectura en la provincia de Hunan, República Popular China. Limita al norte con la provincia de Guizhou, al sur con Shaoyang, al oeste con Xiangxi y al este con. Su área es de 27 572 km² y su población total para 2018 superó los 4,97 millones de habitantes. 

## Administración
La ciudad-prefectura de Huaihua se organiza en 12 localidades que se administran en 1 distrito urbano, 1 ciudad suburba y 10 condados rurales, de los cuales 5 son étnicos o autónomos.
- Distrito Hecheng (鹤城区)
- Ciudad Hongjiang (洪江市)
- Condado Yuanling (沅陵县)
- Condado Chenxi (辰溪县)
- Condado Xupu (溆浦县)
- Condado Zhongfang (中方县)
- Condado Huitong (会同县)
- Condado autónomo Mayang (麻阳苗族自治县)
- Condado autónomo Xinhuang (新晃侗族自治县)
- Condado autónomo Zhijiang (芷江侗族自治县)
- Condado autónomo Jingzhou (靖州苗族侗族自治县)
- Condado autónomo Tongdao (通道侗族自治县)

## Toponimia
El topónimo Huaihua [/Juái-Juá/] se compone de los sinogramas Huai (apaciguar) y Hua (transformar).
En el 1074 durante la dinastía Song se renombró un asentamiento militar llamado Mazhai (蛮砦 "Fuerte de los bárbaros") como Huaihua, cuyo nombre proviene de la frase "Apaciguar con benevolencia para lograr la integración transformadora" (怀柔归化 Huáiróu guīhuà).
Una doctrina utilizada por dinastía Song para estabilizar territorios periféricos mediante el buen trato y la asimilación cultural, en lugar de la conquista o la coacción violenta. El punto es ganar la lealtad de los gobernados a través de la benevolencia, para que voluntariamente  "se apacigüen" o se asimilen al sistema dominante.

## Clima
La ciudad de Huaihua tiene cuatro estaciones bien definidas, ni demasiado fría en invierno ni demasiado calor en verano. Posee un clima monzónico subtropical, beneficioso para la agricultura. Sin embargo, debido a la influencia de la topografía, existen evidentes diferencias regionales según la altitud, diversos tipos de clima que van desde sequías a inundaciones.
La temperatura media anual de la ciudad es de 16,4 °C, con temperaturas medias anuales más altas en las cuencas montañosas del suroeste y más bajas en las colinas del norte y el sur. Enero es el mes más frío, con una temperatura media de 4,7 a 5,3 °C y una mínima de unos -5 °C; julio es el más caluroso, con una temperatura media mensual de 28,5 °C y una máxima de unos 39 °C. El período medio anual sin heladas es de 287 días.
| Parámetros climáticos promedio de Huaihua (1981−2010) | Parámetros climáticos promedio de Huaihua (1981−2010) | Parámetros climáticos promedio de Huaihua (1981−2010) | Parámetros climáticos promedio de Huaihua (1981−2010) | Parámetros climáticos promedio de Huaihua (1981−2010) | Parámetros climáticos promedio de Huaihua (1981−2010) | Parámetros climáticos promedio de Huaihua (1981−2010) | Parámetros climáticos promedio de Huaihua (1981−2010) | Parámetros climáticos promedio de Huaihua (1981−2010) | Parámetros climáticos promedio de Huaihua (1981−2010) | Parámetros climáticos promedio de Huaihua (1981−2010) | Parámetros climáticos promedio de Huaihua (1981−2010) | Parámetros climáticos promedio de Huaihua (1981−2010) | Parámetros climáticos promedio de Huaihua (1981−2010) |
| Mes                                                   | Ene.                                                  | Feb.                                                  | Mar.                                                  | Abr.                                                  | May.                                                  | Jun.                                                  | Jul.                                                  | Ago.                                                  | Sep.                                                  | Oct.                                                  | Nov.                                                  | Dic.                                                  | Anual                                                 |
| ----------------------------------------------------- | ----------------------------------------------------- | ----------------------------------------------------- | ----------------------------------------------------- | ----------------------------------------------------- | ----------------------------------------------------- | ----------------------------------------------------- | ----------------------------------------------------- | ----------------------------------------------------- | ----------------------------------------------------- | ----------------------------------------------------- | ----------------------------------------------------- | ----------------------------------------------------- | ----------------------------------------------------- |
| Temp. máx. abs. (°C)                                  | 26.1                                                  | 30.5                                                  | 35.0                                                  | 34.5                                                  | 36.2                                                  | 37.1                                                  | 39.5                                                  | 40.4                                                  | 39.4                                                  | 36.5                                                  | 31.8                                                  | 23.2                                                  | '                                                     |
| Temp. máx. media (°C)                                 | 8.8                                                   | 11.1                                                  | 15.5                                                  | 21.9                                                  | 26.7                                                  | 29.7                                                  | 33.0                                                  | 33.2                                                  | 29.3                                                  | 22.9                                                  | 17.5                                                  | 11.7                                                  | 21.8                                                  |
| Temp. media (°C)                                      | 5.4                                                   | 7.4                                                   | 11.2                                                  | 17.2                                                  | 21.8                                                  | 25.2                                                  | 28.3                                                  | 27.9                                                  | 24.0                                                  | 18.3                                                  | 12.9                                                  | 7.6                                                   | 17.3                                                  |
| Temp. mín. media (°C)                                 | 2.9                                                   | 4.9                                                   | 8.2                                                   | 13.7                                                  | 18.3                                                  | 22.0                                                  | 24.6                                                  | 24.1                                                  | 20.3                                                  | 15.1                                                  | 9.8                                                   | 4.7                                                   | 14.1                                                  |
| Temp. mín. abs. (°C)                                  | -3.8                                                  | -3.6                                                  | -0.3                                                  | 3.6                                                   | 9.0                                                   | 14.3                                                  | 17.9                                                  | 17.2                                                  | 12.7                                                  | 4.9                                                   | -0.5                                                  | -3.2                                                  | '                                                     |
| Precipitación total (mm)                              | 47.1                                                  | 57.5                                                  | 84.5                                                  | 139.0                                                 | 175.1                                                 | 214.5                                                 | 181.7                                                 | 94.4                                                  | 65.3                                                  | 98.8                                                  | 63.6                                                  | 35.0                                                  | 1256.5                                                |
| Humedad relativa (%)                                  | 79                                                    | 78                                                    | 79                                                    | 80                                                    | 80                                                    | 82                                                    | 78                                                    | 76                                                    | 75                                                    | 79                                                    | 78                                                    | 76                                                    | 78.3                                                  |
| Fuente: China Meteorological Data Service Center      |                                                       |                                                       |                                                       |                                                       |                                                       |                                                       |                                                       |                                                       |                                                       |                                                       |                                                       |                                                       |                                                       |